# Rajd Finlandii 1992
Rajd Finlandii 1992 (42. 1000 Lakes Rally) – 42 Rajd Finlandii rozgrywany w Finlandii w dniach 27-30 sierpnia. Była to dziewiąta runda Rajdowych Mistrzostw Świata w roku 1992. Rajd został rozegrany na nawierzchni szutrowej. Bazą rajdu było miasto Laajavuori.

## Wyniki końcowe rajdu[1]
| Msc. | Kierowca           | Pilot           | Samochód                    | Czas    | Strata | Grupa | Punkty |
| ---- | ------------------ | --------------- | --------------------------- | ------- | ------ | ----- | ------ |
| 1.   | Didier Auriol      | Bernard Occelli | Lancia Delta HF Integrale   | 04:32.4 | -      | A8    | 20     |
| 2.   | Juha Kankkunen     | Juha Piironen   | Lancia Delta HF Integrale   | 04:33.3 | +0:40  | A8    | 15     |
| 3.   | Markku Alén        | Ilkka Kivimäki  | Toyota Celica Turbo 4WD     | 04:34.4 | +1:59  | A8    | 12     |
| 4.   | Ari Vatanen        | Bruno Berglund  | Subaru Legacy RS            | 04:35.2 | +2:32  | A8    | 10     |
| 5.   | Miki Biasion       | Tiziano Siviero | Ford Sierra RS Cosworth 4x4 | 04:41.5 | +9:01  | A8    | 8      |
| 6.   | Lasse Lampi        | Pentti Kuukkala | Mitsubishi Galant VR-4      | 04:42.4 | +9:56  | A8    | 6      |
| 7.   | Sebastian Lindholm | Timo Hantunen   | Ford Sierra RS Cosworth 4x4 | 04:43.6 | +11:13 | A8    | 4      |
| 8.   | Colin McRae        | Derek Ringer    | Subaru Legacy RS            | 04:48.3 | +15:45 | A8    | 3      |
| 9.   | Philippe Bugalski  | Denis Giraudet  | Lancia Delta HF Integrale   | 04:49.4 | +16:55 | A8    | 2      |
| 10.  | Jarmo Kytölehto    | Arto Kapanen    | Mitsubishi Galant VR-4      | 04:57.1 | +24:29 | N4    | 1      |

## Klasyfikacja po 9 rundach
Tabele przedstawiają tylko pięć pierwszych miejsc.

### Kierowcy
| Lp. | Kierowca        | Pkt |
| --- | --------------- | --- |
| 1   | Didier Auriol   | 100 |
| 2   | Carlos Sainz    | 92  |
| 3   | Juha Kankkunen  | 77  |
| 4   | Massimo Biasion | 42  |
| 5   | Markku Alén     | 40  |

### Producenci
| Lp. | Producent | Pkt |
| --- | --------- | --- |
| 1   | Lancia    | 137 |
| 2   | Toyota    | 98  |
| 3   | Ford      | 70  |
| 4   | Subaru    | 35  |
| 5   | Nissan    | 33  |